# Savo Millini
Savo Millini (ur. 4 lipca 1644 w Rzymie, zm. 10 lutego 1701 tamże) – włoski kardynał.

## Życiorys
Urodził się 4 lipca 1644 roku w Rzymie, jako syn Maria Milliniego i Ginevry di Neri Capponi. Studiował na La Sapienzy, gdzie uzyskał doktorat utroque iure. 31 marca 1668 roku przyjął święcenia diakonatu, a 18 listopada – prezbiteratu. 17 czerwca 1675 roku został wybrany tytularnym arcybiskupem Cezarei, a jedenaście dni później przyjął sakrę. Jednocześnie został nuncjuszem w Hiszpanii i asystentem Tronu Papieskiego. 1 września 1681 roku został kreowany kardynałem prezbiterem i otrzymał kościół tytularny Santa Maria del Popolo W tym samym roku został arcybiskupem ad personam Orvieto, a cztery lata później zrezygnował z nuncjatury. W 1694 roku został przeniesiony do diecezji Nepi i Sutri. Zmarł 10 lutego 1701 roku w Rzymie.